# Prémios Autores de 2018
A 9.ª Edição dos Prémios Autores ocorreu a 20 de março de 2018, no Centro Cultural de Belém, Portugal. A gala foi apresentada por Ana Zanatti e Virgílio Castelo e transmitida em direto na RTP2.

## Vencedores
NotaOs vencedores estão destacados a negrito.

### Artes visuais
- Melhor exposição de artes plásticas
  - "Fernanda Fragateiro: dos arquivos, à matéria, à construção" de Fernanda Fragateiro, MAAT - Museu de Arte, Arquitetura e Tecnologia
  - "Romanian Dances" de Mariana Gomes - Galeria Baginski
  - “As Happy As Sad Can Be” de Wasted Rita (Rita Gomes) - Galeria Underdogs

- Melhor trabalho de fotografia
  -  “The Portuguese Prison Photo Project” de Luís Barbosa - Centro Português de Fotografia
  - “Casa da Estrada” de André Gomes - Galeria Diferença
  - “Americans 45 - Accident is the greatest of all Inventors” de Luís Mileu - AMAC - Auditório Municipal Augusto Cabrita

- Melhor trabalho cenográfico
  - “Inferno - Divina comédia” de Rui Francisco
  - “Veraneantes” de Fernando Ribeiro
  - “Noite viva” de António Casimiro e João Lourenço

### Cinema
- Melhor argumento
  - “São Jorge” de Marco Martins
  - “Zeus" de Paulo Filipe Monteiro
  - “A Ilha dos Cães” de Jorge António, Paulo Leite e Virgílio Almeida

- Melhor filme
  - “São Jorge” de Marco Martins
  - “Rosas de Ermera” de Luís Filipe Rocha
  - “A Fábrica de Nada” de Pedro Pinho

- Melhor atriz
  - Rita Blanco em "Fátima"
  - Lia Carvalho em “Verão Danado”
  - Anabela Moreira em “Fátima”

- Melhor ator
  - Nuno Lopes em “São Jorge”
  - Sinde Filipe em “Zeus”
  - Pedro Marujo em “Verão Danado”

### Dança
- Melhor coreografia
  - “Síndrome” de Olga Roriz
  - “Bacantes – Prelúdio para uma purga" de Marlene Monteiro Freitas
  - “Ressaca” de David Marques

### Literatura
- Melhor livro de ficção narrativa
  - “O pianista do hotel” de Rodrigo Guedes de Carvalho, editora: Dom Quixote
  - “A casa das tias” de Cristina Almeida Serôdio, editora: Teorema
  - “Quando as girafas baixam o pescoço” de Sandro William Junqueira, editora: Caminho

- Melhor livro de poesia
  - “Tão bela como qualquer rapaz” de Andreia C. Faria, editora: Língua Morta
  - “Tardio” de Rosa Oliveira, editora: Tinta da China
  - “Os nomes dos pássaros” de António Amaral Tavares, editora: Língua Morta

- Melhor livro infantojuvenil
  - “O Museu do Pensamento” de Joana Bértholo, ilustração: Pedro Semeano e Susana Diniz, editora: Caminho
  - “Poemas para as quatro estações” de Manuela Leitão, ilustração: Catarina Correia Marques, editora: Máquina de voar
  - “Num tempo que já lá vai” de Rosário Alçada Araújo, ilustração: Patrícia Furtado, editora: Edições Gailivro

### Música
- Melhor tema de música popular
  - “Amar pelos Dois” de Luísa Sobral
  - “Hemma” de Surma
  - “A vida toda” de Carolina Deslandes

- Melhor trabalho de música erudita
  - “Agora muda tudo” de Nuno Côrte-Real e José Luís Peixoto
  - “In Tempore” (álbum Ouver) de João Pedro Oliveira
  - “Metamorphosis and Resonances” de Hugo Vasco Reis

- Melhor trabalho de música popular
  - “Altar” de The Gift
  - “Mais” de HMB
  - “A procura” de Tiago Bettencourt

### Rádio
- Melhor programa de rádio
  - “Jazz a 2” - Antena 2 de João Moreira dos Santos
  - “Em nome do ouvinte” - RDP de João Paulo Guerra
  - “Fórum TSF” TSF de Manuel Acácio

### Teatro
- Melhor espetáculo
  - “A vertigem dos animais antes do abate”, encenação de Jorge Silva Melo
  - “Bacantes – Prelúdio para uma purga”, encenação de Marlene Monteiro Freitas
  - “Topografia”, encenação Criação Colectiva Teatro da Cidade

- Melhor atriz
  - Rita Cabaço em “A estupidez”
  - Sara de Castro em “Adoecer”
  - Joana Bárcia em “A noite da Iguana”

- Melhor ator
  - Romeu Costa em “Orfãos”
  - Romeu Runa em “Duelo”
  - João Grosso em “Inferno – Divina Comédia”

- Melhor texto português representado
  - “Marcha invencível” de João Pedro Mamede
  - “Tentativas para matar o amor” de Marta Figueiredo
  - “Mundo distante” de Nuno Costa Santos

### Televisão
- Melhor programa de informação
  - “Sexta às 9”, autoria Jornalística: Sandra Felgueiras e Soraia Ramos - RTP1
  - “Linha da Frente”, autoria Jornalística: Mafalda Gameiro – RTP1
  - “O Segredo dos Deuses”, autoria Jornalística: Alexandra Borges e Judite França – TVI

- Melhor programa de ficção
  - “Ouro Verde”, autoria: Maria João Costa, realização: Hugo de Sousa, Joel Monteiro, Nuno Franco e Paulo Brito - Plural Entertainment
  - “Caminhos da Alma - Fátima”, autoria e Realização: João Canijo - Midas Filmes
  - “País Irmão”, autoria: Tiago R. Santos, João Tordo e Hugo Gonçalves, realização: Sérgio Graciano - Stopline Films

- Melhor programa de entretenimento
  - “Janela Indiscreta”, autoria: Mário Augusto, realização: António Sabino - RTP1
  - "Biosfera", autoria: Arminda Deusdado - Farol de Ideias
  - “Curso de Cultura Geral”, autoria: Anabela Mota Ribeiro, realização: Vanda Santana - RTP2

## Prémios especiais

### Prémio Vida e Obra de Autor Nacional
- António Damásio

### Prémios Melhor Programação Cultural Autárquica
- Câmara Municipal do Seixal